# Ostrocerca
Ostrocerca is een geslacht van steenvliegen uit de familie beeksteenvliegen (Nemouridae). De wetenschappelijke naam van het geslacht is voor het eerst geldig gepubliceerd in 1952 door Ricker.

## Soorten
Ostrocerca omvat de volgende soorten:
- Ostrocerca albidipennis (Walker, 1852)
- Ostrocerca complexa (Claassen, 1937)
- Ostrocerca dimicki (Frison, 1936)
- Ostrocerca foersteri (Ricker, 1943)
- Ostrocerca prolongata (Claassen, 1923)
- Ostrocerca truncata (Claassen, 1923)